# Denis Borissowitsch Gluschakow
Denis Borissowitsch Gluschakow (russisch Денис Борисович Глушаков; englisch Denis Glushakov; * 27. Januar 1987 in Millerowo, UdSSR) ist ein russischer Fußballspieler. Er steht zurzeit beim russischen Erstligisten FK Nischni Nowgorod unter Vertrag.

## Karriere

### Verein
Gluschakow begann seine fußballerische Karriere beim FC Nika Moskau. Bereits dort wurde sein Talent entdeckt und Lokomotive Moskau kaufte ihn mit einer Weiterverkaufsgebühr von 15 %. Bei Lokomotiv fand er sich, nach zwei Leihen ins unterklassige Russland, sehr gut ein und war dann Stammspieler im zentralen Mittelfeld. Von 2005 bis 2013 machte er fast 150 Ligaspiele für die Hauptstädter. 2013 wurde er von einem anderen Klub aus Moskau gekauft, von Spartak Moskau. Diese zahlten rund acht Millionen Euro für ihn. Davon gingen 1,2 Millionen Euro an Nika Moskau. Nach einigen Anlaufschwierigkeiten war er bei Spartak auch gesetzt. Auch für Spartak machte er rund 150 Ligaspiele. Mit 32 Jahren wechselte er dann zum etwas schwächeren Erstligisten Achmat Grosny. Dort wurde er als einer der Topspieler gehandelt und war so gut wie immer in der Startelf vertreten.

### Nationalmannschaft
Gluschakow hatte sein Debüt im Nationalteam am 29. März 2011 bei einem Freundschaftsspiel gegen Katar. Am 11. Oktober 2011 schoss er sein erstes Tor für Russland bei dem EM-Qualifikationsspiel gegen Andorra.
Gluschakow nahm mit der russischen Nationalmannschaft an der Fußball-Europameisterschaft 2012 in Polen und der Ukraine teil.
Seit August 2012 hat er einen Stammplatz in der Nationalmannschaft.
Bei der Fußball-Europameisterschaft 2016 in Frankreich wurde er in das russische Aufgebot aufgenommen. Im ersten Turnierspiel gegen England kam er als Einwechselspieler in den letzten 20 Minuten zum Einsatz. Gegen die Slowakei war er eine von zwei Einwechslungen zur Halbzeit. Ihm gelang noch der 1:2-Anschlusstreffer, die Partie ging dennoch verloren. Im dritten Spiel gegen Wales spielte er dann erstmals von Beginn an. Danach schied das Team als Gruppenletzter aus.
Beim Confed-Cup 2017 war er auch dabei und spielte bis zum Ausscheiden der Russen alle Gruppenspiele von Beginn an und über 90 Minuten. Sein letztes Spiel im Nationaltrikot machte er am 23. März 2018. Wenige Tage danach gab er seinen Rücktritt bekannt.

## Erfolge
- Russischer Meister: 2017
- Russischer Supercup-Sieger: 2018

## Privates
Denis Gluschakow heiratete am 19. Juni 2009 seine Freundin Darja, die von Beruf Zahnärztin ist. Am 26. September 2011 kam Tochter Walerija zur Welt. Die Familie lebt in Rostow am Don.